# Штайнфельд (Шлезвіг-Гольштейн)
Штайнфельд (нім. Steinfeld) — громада в Німеччині, розташована в землі Шлезвіг-Гольштейн. Входить до складу району Шлезвіг-Фленсбург. Складова частина об'єднання громад Зюдербраруп.
Площа — 8,73 км2. Населення становить 807 ос. (станом на 31 грудня 2020).

## Галерея

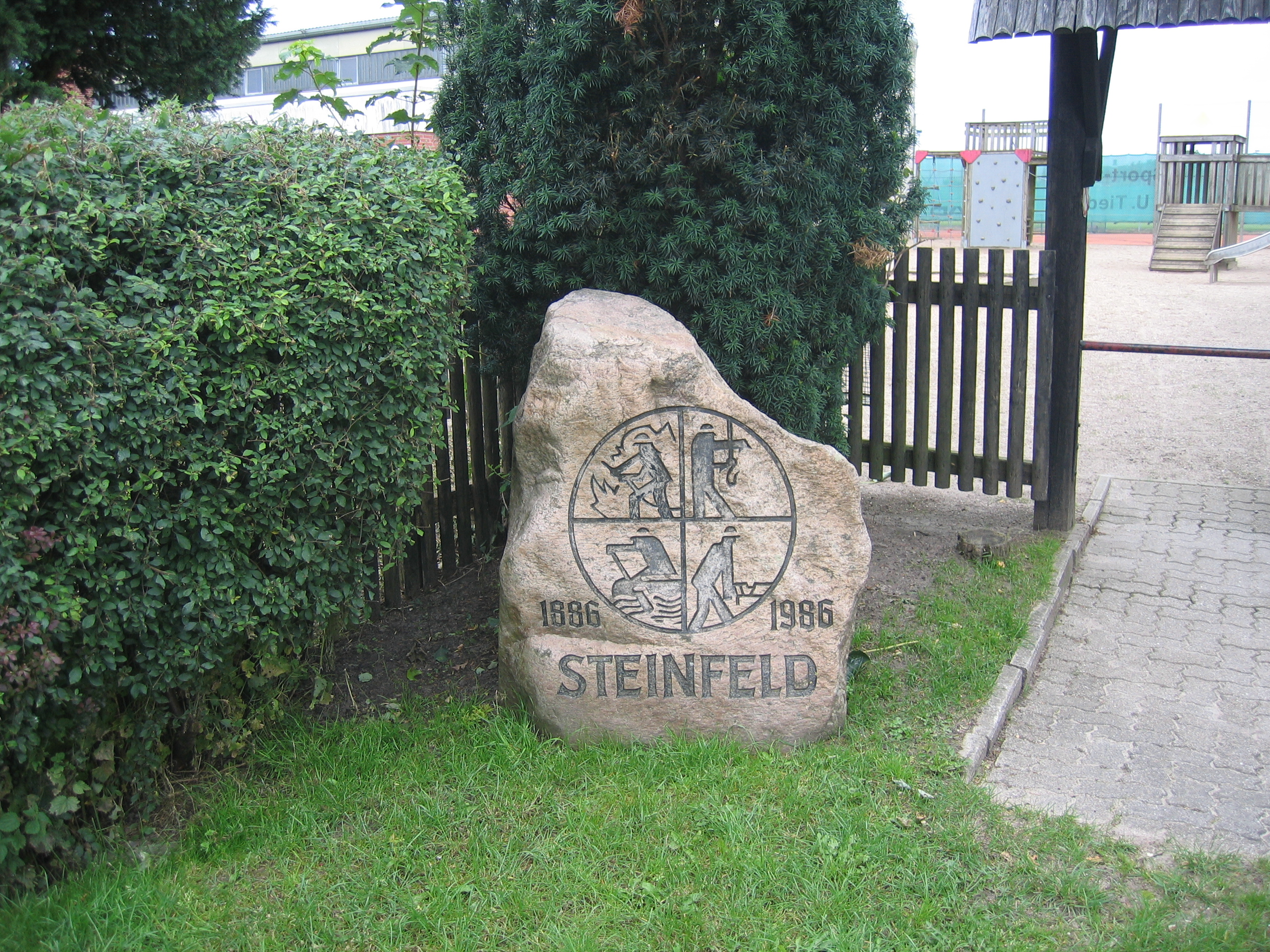
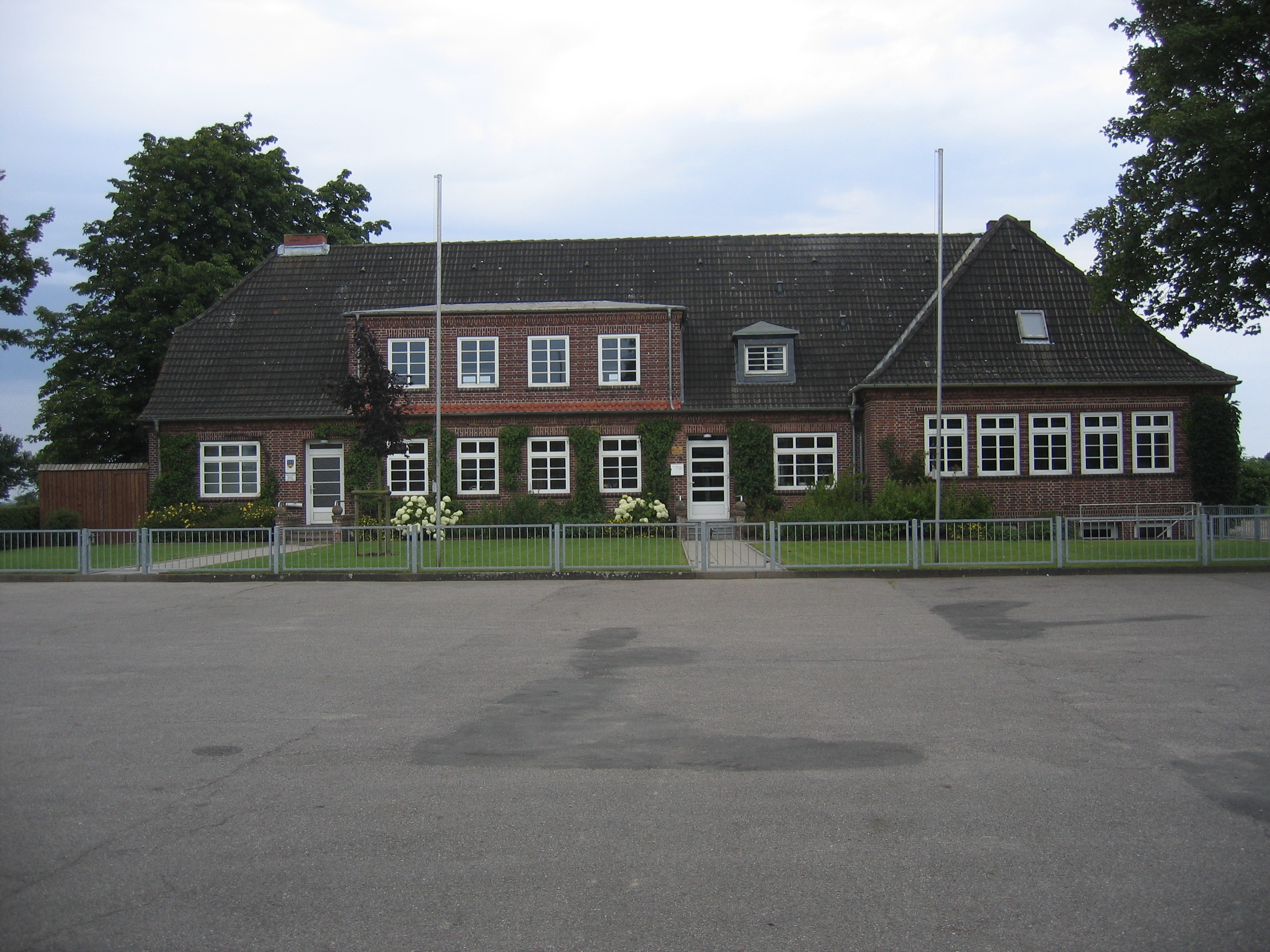